# Egesina mentaweiensis
Egesina mentaweiensis là một loài bọ cánh cứng trong họ Cerambycidae.